# Lenka Tvarošková
Lenka Tvarošková (* 14. Februar 1982 in Bratislava, Tschechoslowakei) ist eine ehemalige slowakische Tennisspielerin.

## Karriere
Lenka Tvarošková, die am liebsten auf Sandplätzen spielte, begann im Alter von neun Jahren mit dem Tennis. Auf dem ITF Women’s Circuit gewann sie insgesamt ein Einzel- und 16 Doppeltitel. Ihre erste Hauptfeldteilnahme bei einem WTA-Turnier war beim J&S Cup 2005 in Warschau.
Sie gehörte zum Kader des TC Radolfzells, der an der Südstaffel der 2. Tennis-Bundesliga 2016 teilnahm.

## Turniersiege

### Einzel
| Nr. | Datum     | Turnier   | Kategorie   | Belag | Finalgegnerin | Ergebnis |
| --- | --------- | --------- | ----------- | ----- | ------------- | -------- |
| 1.  | Juli 2002 | Monteroni | ITF $10.000 | Sand  | Kim Kambic    | 6:3, 6:2 |

### Doppel
| Nr. | Datum          | Turnier      | Kategorie   | Belag     | Partnerin                | Finalgegnerinnen                    | Ergebnis          |
| --- | -------------- | ------------ | ----------- | --------- | ------------------------ | ----------------------------------- | ----------------- |
| 1.  | September 2001 | Mostar       | ITF $10.000 | Sand      | Maria Jedličková         | Kateryna Bondarenko Mojca Mileta    | 6:4, 6:4          |
| 2.  | Mai 2002       | Olecko       | ITF $10.000 | Sand      | Martina Babáková         | Liana Ungur Eva Erbová              | 6:2, 3:6, 6:2     |
| 3.  | Juli 2002      | Monteroni    | ITF $10.000 | Sand      | Zuzana Zemenová          | Iveta Gerlová Christiane Hoppmann   | 6:4, 3:6, 6:4     |
| 4.  | Juli 2002      | Toruń        | ITF $10.000 | Sand      | Anna Bieleń-Żarska       | Zuzana Černá Iveta Gerlová          | 7:5, 4:6, 6:4     |
| 5.  | August 2002    | Gdynia       | ITF $10.000 | Sand      | Zuzana Zemenová          | Darja Kustawa Olena Antypina        | 6:3, 7:63         |
| 6.  | Juni 2005      | Périgueux    | ITF $25.000 | Sand      | Katarína Kachlíková      | Oqgul Omonmurodova Antonia Matic    | 7:5, 6:1          |
| 7.  | April 2007     | Patras       | ITF $25.000 | Hartplatz | Olga Brózda              | Mervana Jugić-Salkić Anna Koumantou | 6:3, 3:1 Aufgabe  |
| 8.  | März 2008      | Noida        | ITF $25.000 | Hartplatz | Teodora Mirčić           | Kelly Anderson Chanelle Scheepers   | 6:2, 6:77, [10:6] |
| 9.  | Juni 2008      | Istanbul     | ITF $25.000 | Hartplatz | Teodora Mirčić           | Stefania Boffa Nikola Fraňková      | 7:5, 7:64         |
| 10. | Juni 2008      | Kristinehamn | ITF $25.000 | Sand      | Patricia Mayr-Achleitner | Tamaryn Hendler Emma Laine          | 6:3, 6:4          |
| 11. | November 2008  | Phoenix      | ITF $25.000 | Hartplatz | Teodora Mirčić           | Kelly Anderson Natalie Grandin      | 6:4, 3:6, [10:4]  |
| 12. | Juni 2009      | Stettin      | ITF $25.000 | Sand      | Michaela Paštiková       | Christina McHale Asia Muhammad      | 6:2, 7:5          |
| 13. | Juni 2010      | Bratislava   | ITF $25.000 | Sand      | Katarína Kachlíková      | Gabriela Dabrowski Chantal Škamlová | 6:4, 7:62         |
| 14. | Oktober 2011   | Bol          | ITF $10.000 | Sand      | Karin Morgošová          | Morgane Pons Alice Tisset           | 6:2, 6:0          |
| 15. | März 2012      | Gonesse      | ITF $10.000 | Sand      | Karin Morgošová          | Shérazad Reix Brandy Mina           | 7:64, 6:1         |
| 16. | Juli 2012      | Palić        | ITF $10.000 | Sand      | Karin Morgošová          | Csilla Borsányi Ágnes Bukta         | 5:7, 6:4, [10:8]  |